# Dăbâceni
Dăbâceni – wieś w Rumunii, w okręgu Sălaj, w gminie Ileanda. W 2011 roku liczyła 167 mieszkańców.